# Fourche de bicyclette ou de moto
Pour les articles homonymes, voir Fourche (homonymie).

Sur une bicyclette ou une moto, la fourche est l'élément sur lequel est fixée la roue avant. La fourche est reliée au cadre et, sous l'action du guidon, pivote pour orienter la direction de la roue et ainsi diriger le deux-roues. La fourche peut être rigide ou suspendue.

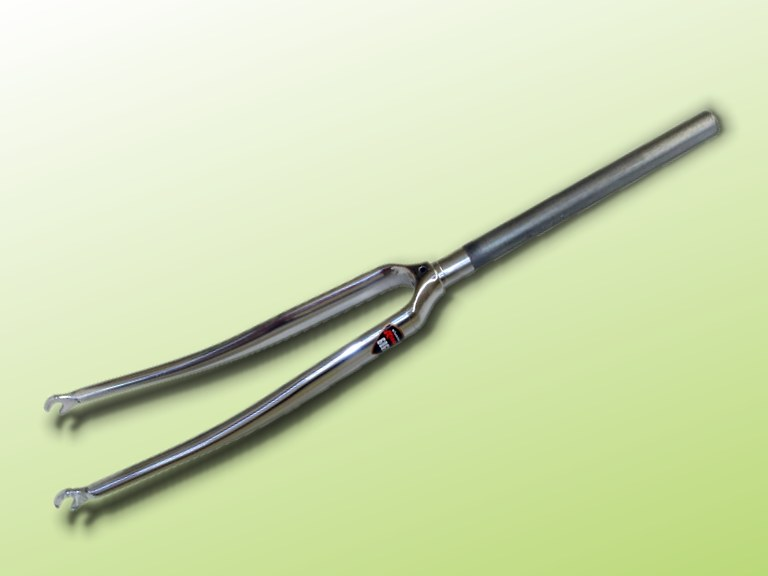
Fourche rigide de vélo avec deux fourreaux et un pivot.

Les fourches rigides, apparues dès le XIXe siècle, équipent encore de nombreux modèles de bicyclettes, notamment économiques ou à vocation routière. Elles sont généralement formées de deux fourreaux ou « bras » et d'un pivot.
Les fourches suspendues, apparues sur les motos au milieu des années 1900, participent à la suspension du deux-roues en permettant un mouvement vertical de la roue par rapport au cadre. La quasi-totalité des motos modernes est équipée d'une variante de ces fourches : la fourche télescopique, constituée d'une paire de tubes coulissant dans des fourreaux. Ce type de fourche est apparu sur les VTT à partir de la fin des années 1980, et équipe aussi certains vélos de route ou urbains ainsi que la plupart des vélos à assistance électrique.
Outre leur fonction de direction, et éventuellement de suspension, les fourches servent aussi de support à d'autres équipements, comme le frein avant, ainsi que, fréquemment, le garde-boue et l'éclairage.

## Fourche de bicyclette

### Fourche rigide

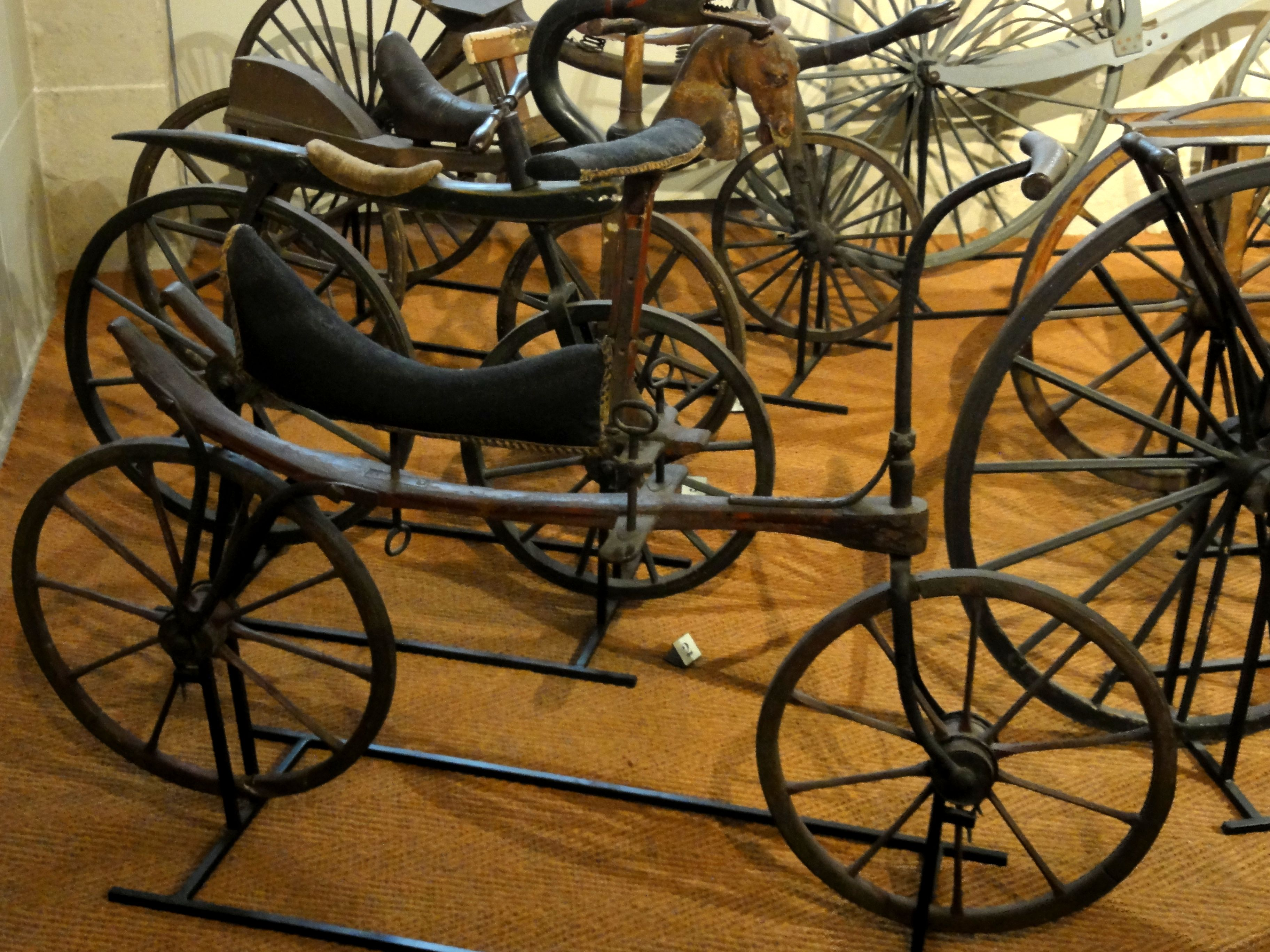
Draisienne britannique (vers 1820).

La fourche rigide apparait dès les années 1820 sur les draisiennes, ancêtres des bicyclettes : elle a déjà ses fonctions principales (support de la roue avant et direction)  et la forme cintrée encore en vigueur sur la plupart des bicyclettes non suspendues.
Les évolutions des périodes suivantes portent d'une part sur les matériaux et procédés de fabrication, et d'autre part sur sa géométrie, l'industrie visant à concilier légèreté, rigidité, solidité et coût.
Différents matériaux sont utilisés pour les fourches rigides, :
- l'acier, lourd mais solide, facile d'utilisation et offrant une certaine flexibilité aux fourches cintrées. Il reste utilisé dans les modèles d'entrée de gamme ;
- l'aluminium, plus léger mais plus cher, qui a largement supplanté l'acier dans le milieu de gamme dès que les procédés de fabrication ont été maîtrisés ;
- le titane, résistant et léger, mais assez difficile d'utilisation, a été assez largement utilisé dans les années 1990 ;
- les fibres de carbone, qui sont le matériau le plus utilisé depuis les années 1990 dans les vélos haut de gamme : elles sont coûteuses mais allient rigidité, légèreté et possibilité de créer des formes très diverses ;
- et, plus récemment, le magnésium[6].

Une fourche peut être composée de plusieurs de ces matériaux, par exemple de carbone pour les fourreaux, d'aluminium pour le pivot et de magnésium pour le té.
Deux variantes géométriques rassemblent la quasi-totalité des fourches rigides : les fourches cintrées et les fourches  « droites ». Les fourches cintrées, les plus répandues, ont des fourreaux dotés d'une courbure vers l'avant : cette forme procure à la fourche une certaine flexibilité si le matériau utilisé n'est pas trop rigide. Les fourches droites ont des fourreaux rectilignes, mais ceux-ci forment généralement un angle vers l'avant par rapport à l'axe du pivot.

### Fourche suspendue télescopique

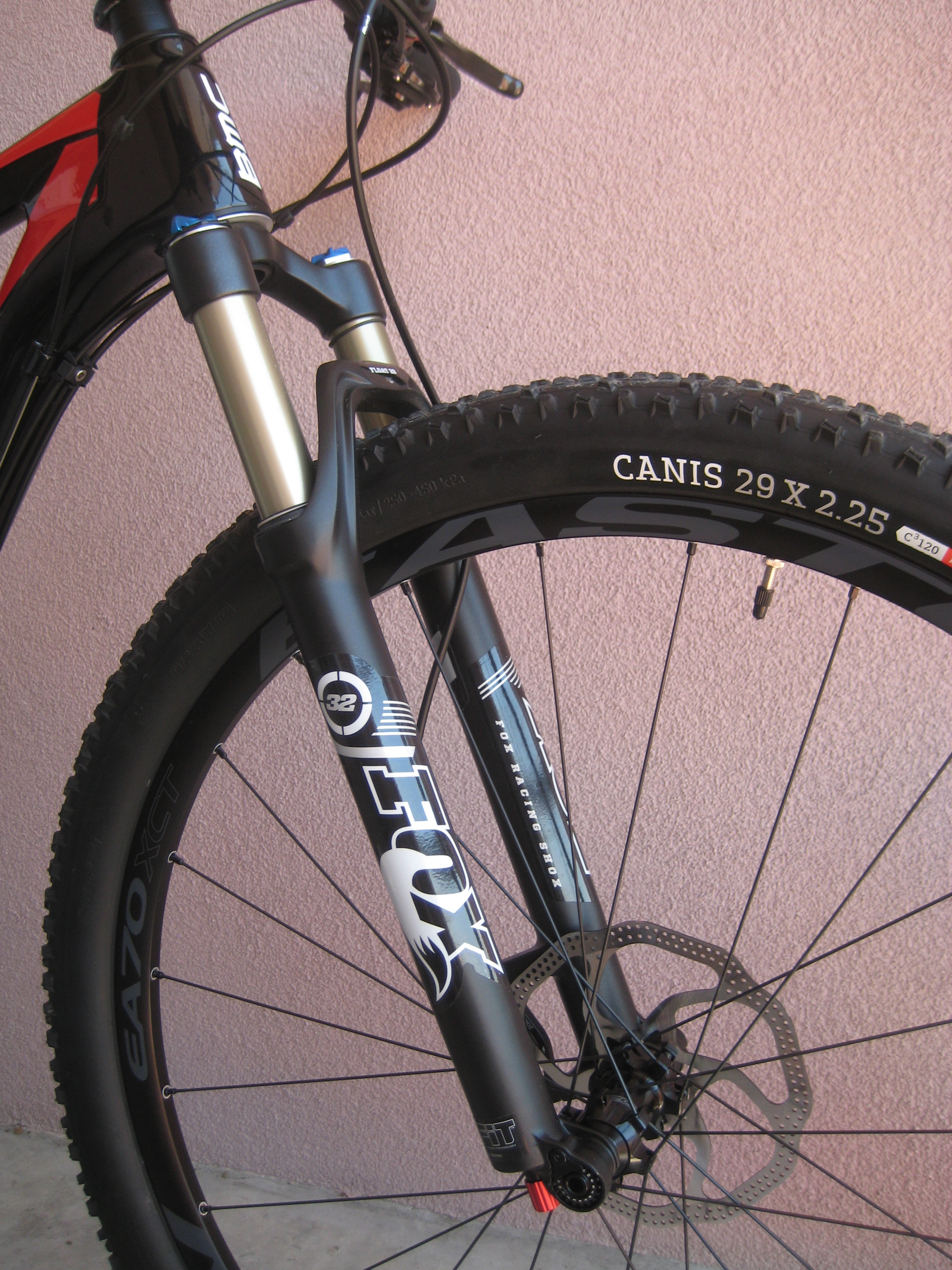
Fourche suspendue de marque Fox.

Sur la plupart des VTT, mais aussi sur certains modèles de vélos routiers ou urbains, la fourche remplit aussi un rôle de suspension. Dans cette configuration, apparue à la fin des années 1980, les deux bras de la fourche, alors dite télescopique, sont composés de tubes, aussi appelés plongeurs, coulissant dans des fourreaux.
Les choix faits par le constructeur en termes de débattement et autres caractéristiques de la fourche dépendent de la pratique pour laquelle elle est conçue : route, piste, tout-terrain, etc.

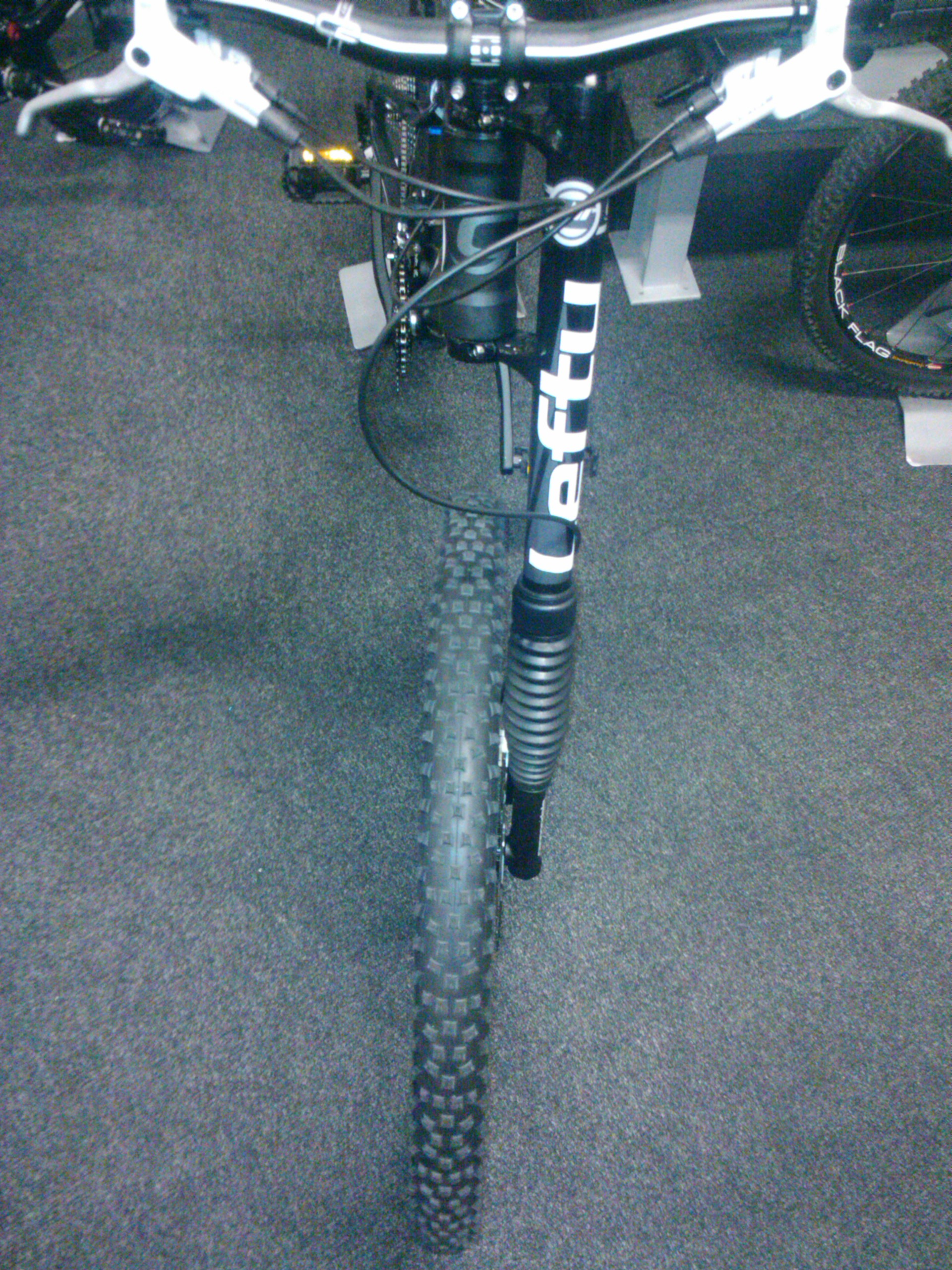
Fourche monobras Cannondale Lefty.

Les trois principaux fabricants sont Fox Factory, RockShox et Suntour. D'autres constructeurs comme Cannondale, Manitou, Marzocchi, Magura, DT Swiss et Formula sont également présents sur ce marché.
Outre les réglages classiques d'une fourche télescopique (précharge, contrainte, etc.), les modèles haut de gamme proposent des fonctions supplémentaires telles que débattement ajustable ou verrouillage de la fourche, parfois activables au guidon et même gérées électroniquement.
Si le principe général de ces fourches est le même que celui des fourches télescopiques de motos, la recherche de solutions légères pour les bicyclettes a conduit à des choix de réalisation pouvant être assez différents. Les deux fonctions (ressort et amortisseur) sont ainsi souvent séparées et mise chacune dans un plongeur. Et la fonction ressort est souvent réalisée par des spires en aluminium ou en titane, un élastomère ou de l’air comprimé. Certains fabricants proposent une fourche munie d’une seul « bras », comme la Cannondale Lefty.

## Fourche de moto

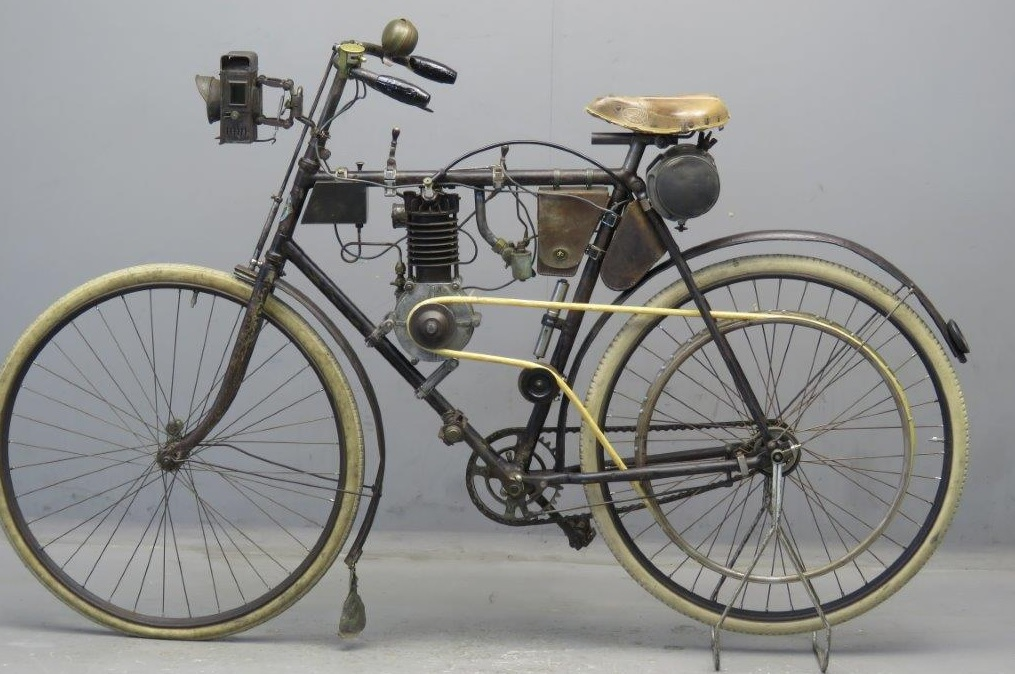
Moto Brutus (1902).

Les premières motos, apparues au tournant du XIXe au XXe siècle sont, pour la plupart, dérivées de bicyclettes auxquelles ont été greffés un moteur et une transmission de ce moteur vers la roue motrice (avant ou arrière selon les cas). Leur cadre et leur fourche sont alors identiques à ceux d'un vélo de l'époque, et ont les mêmes fonctions. Avec l'augmentation de puissance, de vitesse et de poids des motos, fourche et cadre sont renforcés pour pouvoir supporter les contraintes croissantes auxquelles elle est soumise. À partir du milieu des années 1900, la fourche des motos commence à accueillir un système de suspension qui a pour fonction d'autoriser un déplacement vertical de la roue par rapport au cadre, ce qui permet d'améliorer la tenue de route et le confort de la machine. Les très nombreuses variantes de fourches suspendues inventées et utilisées au fil des années peuvent être regroupées en deux grandes familles : fourches articulées et fourches télescopiques.

### Fourches articulées
Elles commencent à être utilisées au milieu des années 1900 et sont la solution la plus répandue jusqu'à la fin des années 1940. Leur principe commun est d'être constituées de deux parties : la première, semblable à une fourche non suspendue, est fixée au cadre et, actionnée par le guidon, tourne autour de l'axe de direction ; la deuxième partie, à laquelle est fixée la roue avant, est reliée à la première par un système articulé lui permettant un déplacement vertical par rapport au cadre. Ce déplacement vertical est contrôlé par un (ou plusieurs) ressorts ou, plus récemment, amortisseurs. Parmi les très nombreuses variantes appartenant à cette famille de fourches, on trouve notamment :
- les fourches avec ressort à lames comme le système breveté par Indian et utilisé à partir de 1909 : la roue avant est fixée sur une pièce en forme de « V » (8). Cette pièce porte trois axes : celui de la roue, en bas du « V » ; un autre, plus avancé, est relié à la partie rigide de la fourche; le troisième, le plus en arrière, supporte une barre (10) reliant le « V » au ressort à lames (15). Lorsque la roue est compressée, la pièce (8) pivote, la tige (10) monte et sa montée est régulée par la torsion du ressort (15). La dureté du ressort est variable selon la nature du métal employé, le nombre des « feuilles » utilisées (18), ainsi que leur largeur et leur épaisseur. Ce système sera aussi utilisé par d'autres marques, notamment BMW sur ses modèles R 52/R 57 à la fin des années 1920 ;
- les fourches  springer : le fonctionnement est similaire à celui décrit précédemment, mais la roue est poussée et l'amortissement est assuré par un ou deux ressorts hélicoïdaux. Harley-Davidson, notamment, a utilisé cette solution du milieu des années 1910 jusqu'à la fin des années 1940, puis de nouveau, dans une version très modernisée, sur certains modèles à partir de la fin des années 1990. Ces fourches sont réputées comme offrant une très bonne rigidité, et être facilement installées sur différents modèles de motos, notamment des choppers, dont la fourche est très longue ;
- les fourches à parallélogramme[18], largement utilisées par la plupart des grandes marques, notamment anglaises (Triumph, BSA, Royal Enfield, etc.), à partir des années 1920[19]. Les deux parties de la fourche sont reliées  par deux pièces formant un parallélogramme articulé autorisant le déplacement vertical de la roue par rapport au cadre[20]. Ce déplacement est modéré par des ressorts ou un amortisseur. Certaines marques de motos de forte puissance proposent encore en 2020 des systèmes à parallélogramme et amortisseur, comme la fourche Duolever de BMW[21] ;

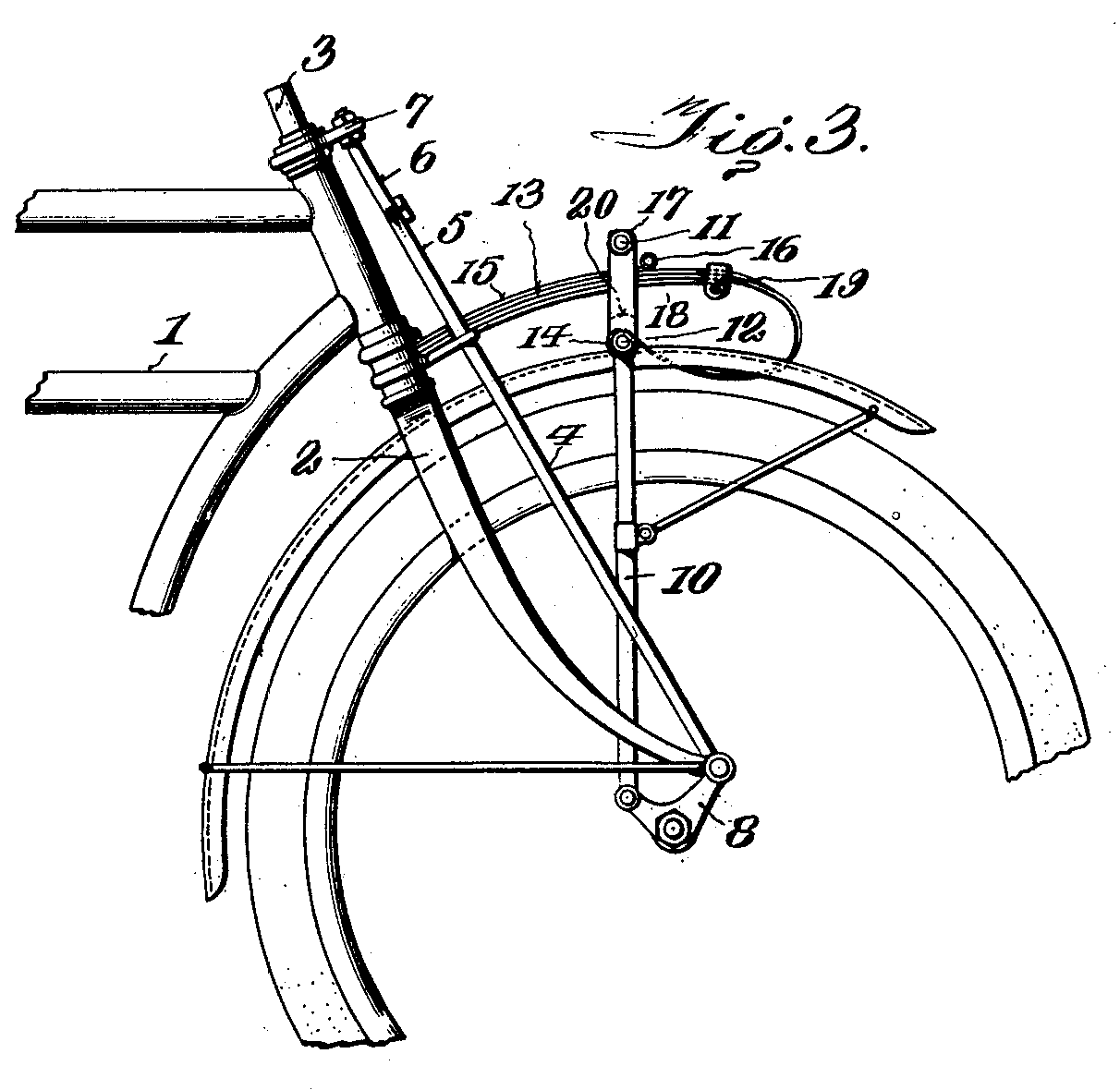
Brevet Indian de fourche suspendue par ressort à lames (1912).
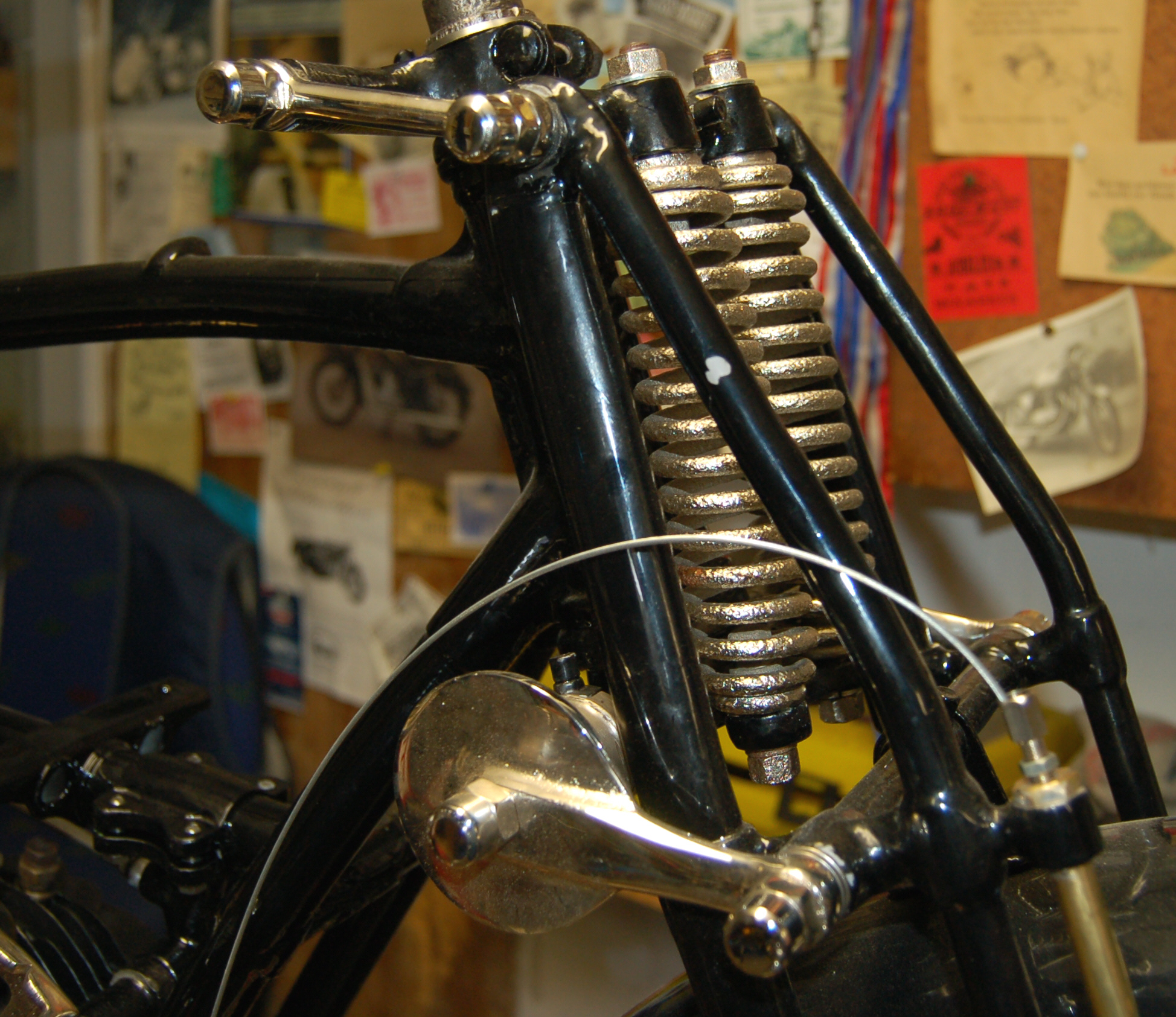
Fourche à parallélogramme sur NSU (1927).
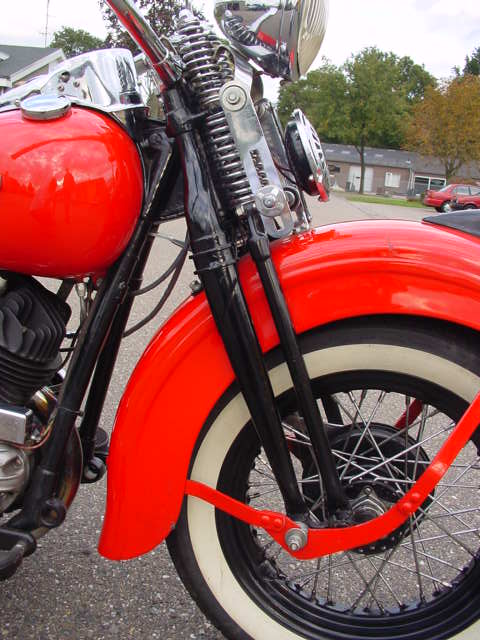
Fourche springer sur Harley-Davidson (1942).

- les fourches à bras oscillant : de nombreux modèles de scooters de faible puissance sont équipés d'une fourche à bras oscillant avec roue tirée ou, plus rarement, poussée[22]. Le principe de fonctionnement de ces fourches est le suivant : la fourche, rigide, est reliée, dans sa partie basse, à un bras oscillant qui supporte l'axe de la roue avant, situé à une certaine distance de celui reliant le bras à la fourche. Si l'axe de la roue est devant celui la fourche, la roue est « poussée », et, dans le cas contraire, elle est « tirée ». Un système d'amortissement est fixé en bas sur le bras et en haut à la fourche. Des variantes de cette architecture peuvent n'avoir de fourche que d'un côté de la roue, et d'autres avoir plusieurs systèmes de suspension sur le bras oscillant[22].

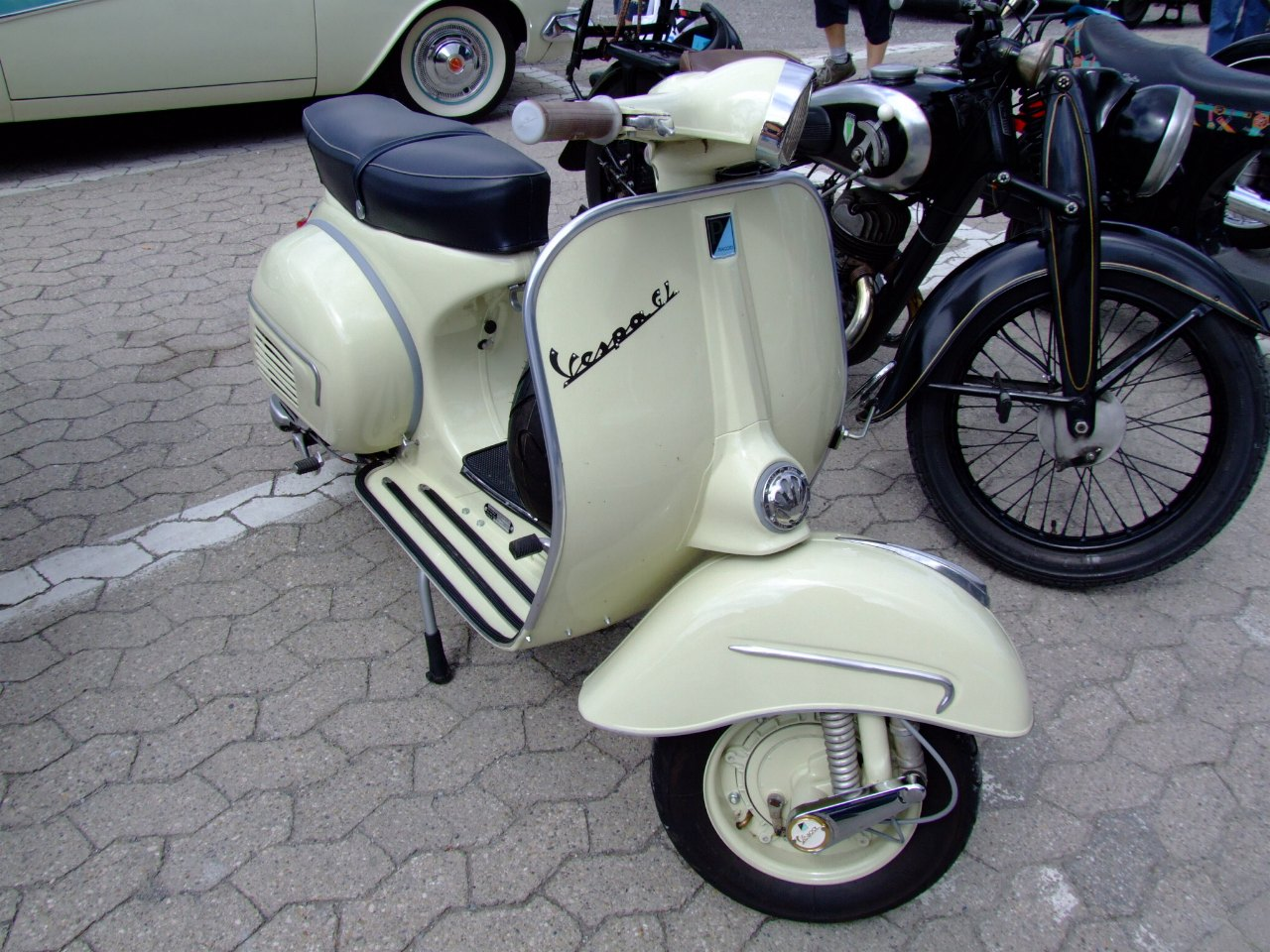
Vespa GL à mono bras oscillant et roue tirée (années 1960).
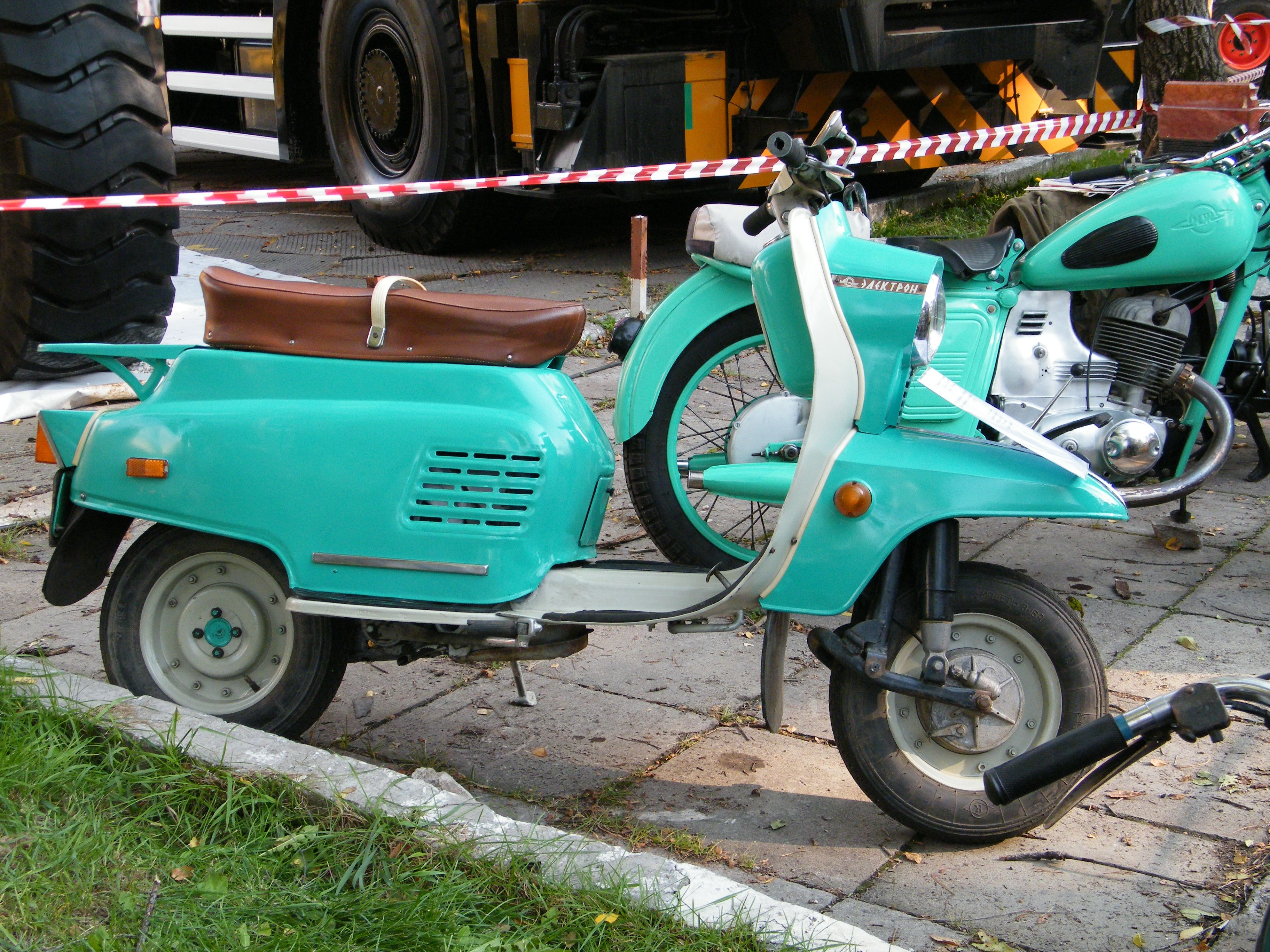
Bras oscillant à roue poussée sur Vyatka Elektron (années 1970).
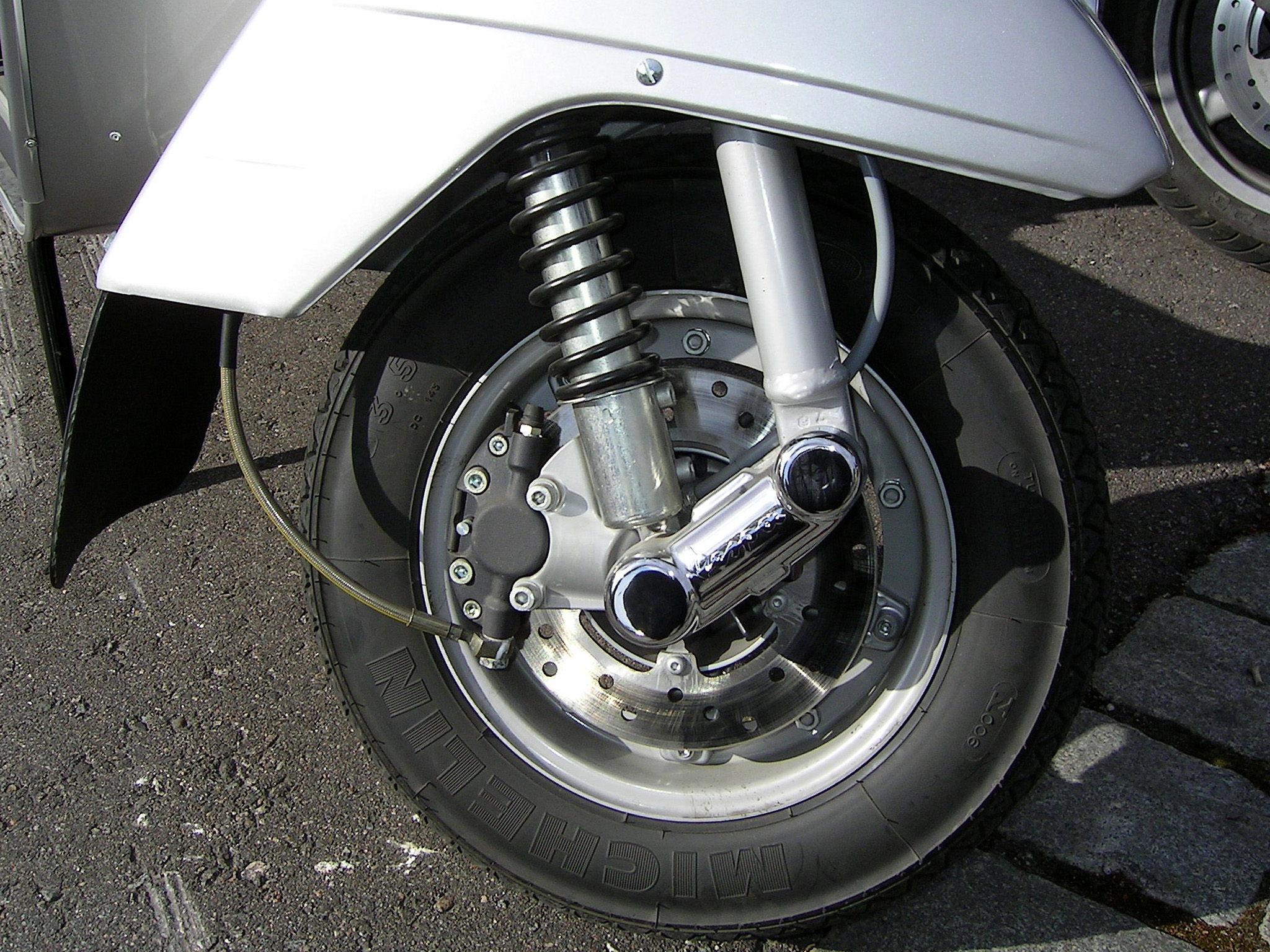
Bras oscillant, roue tirée et frein à disque sur Vespa PX (2004).

### Fourches télescopiques
Ce type de fourche suspendue est constitué de deux « bras » identiques, chacun comprenant un tube coulissant dans un fourreau, reliés en partie supérieure par une pièce appelée « té ». Ce dernier est relié à l'axe de direction et au guidon. Ces fourches sont également parfois appelées « hydrauliques » quand elles contiennent un liquide qui en régule le mouvement.
Apparues sous des formes rudimentaires dès le milieu des années 1900, elles connaissent un premier essor à partir des années 1930, quand BMW en équipe ses modèles R 12 et R 17. Elles se répandent rapidement après la Seconde Guerre mondiale, avec par exemple la Triumph Tiger 100 (1946), la BSA  A7 (1946) ou encore l'Hydra Glide de Harley-Davidson (1949). Elles équipent actuellement la très grande majorité des motos modernes.
Deux variantes principales existent : les fourches télescopiques classiques et celles dites « inversées ». Les fourches classiques ont leurs fourreaux en partie basse et le « té » est fixé sur la partie haute des tubes coulissants. Les fourches inversées ont quant à elles leurs tubes en partie basse, reliés à l'axe de la roue, et leurs fourreaux en partie haute : offrant une meilleure résistance aux fortes contraintes, mais plus rigides et moins confortables, elles sont montées essentiellement sur les modèles sportifs et les grandes routières.
Classique ou inversée, une fourche télescopique peut être implémentée de plusieurs façons, par exemple en configuration Earles, favorable à l'usage en side-car.

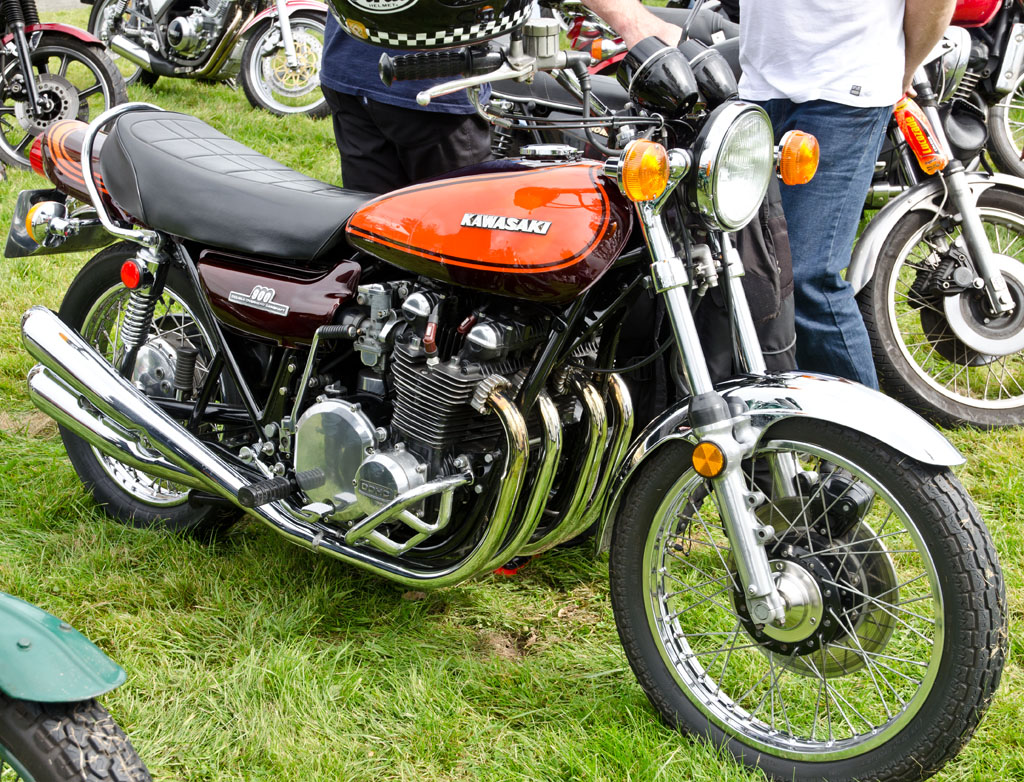
Fourche télescopique sur Kawasaki Z1 (1972).
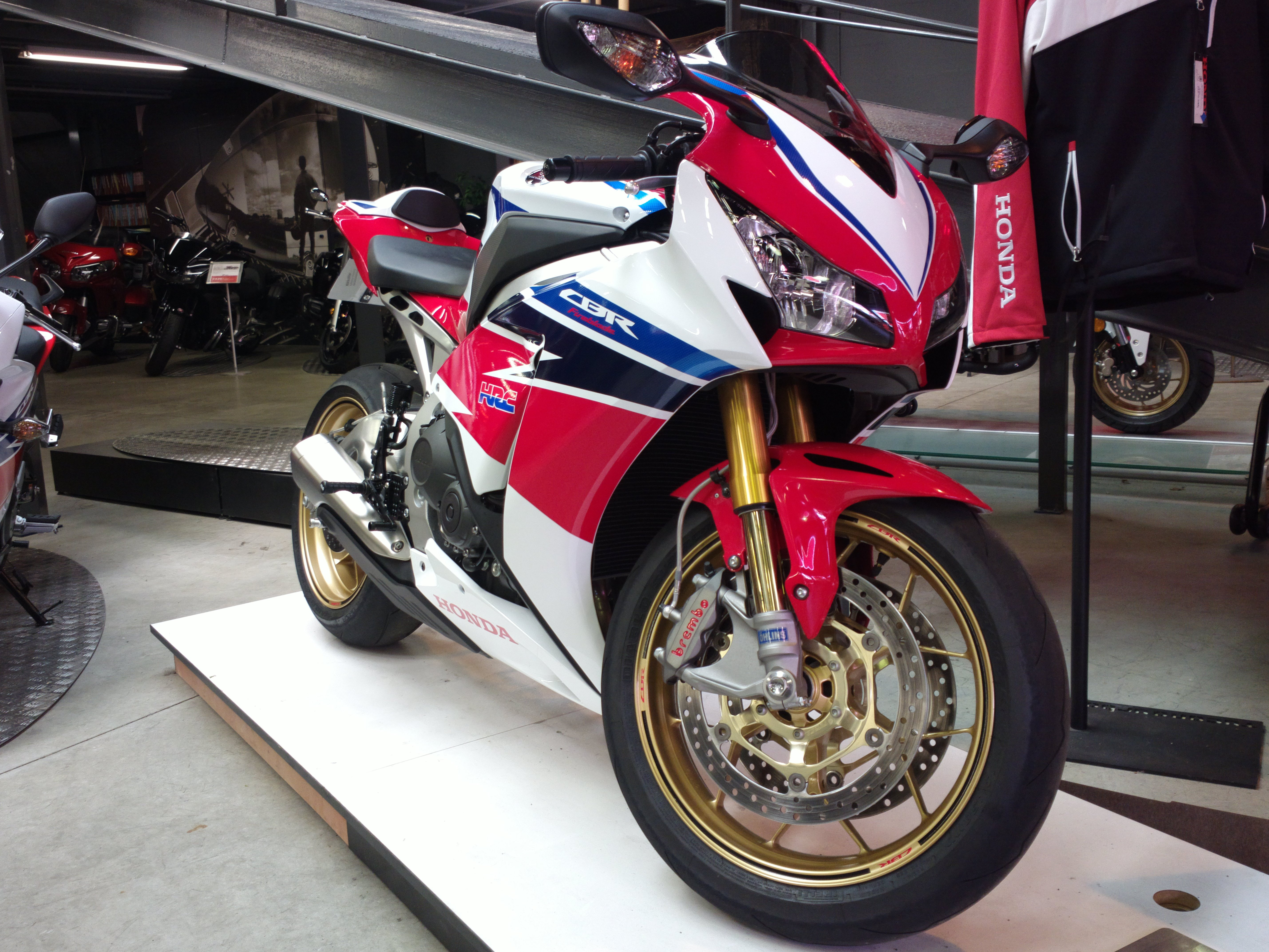
Fourche inversée sur Honda 1000 RR SP (2014).
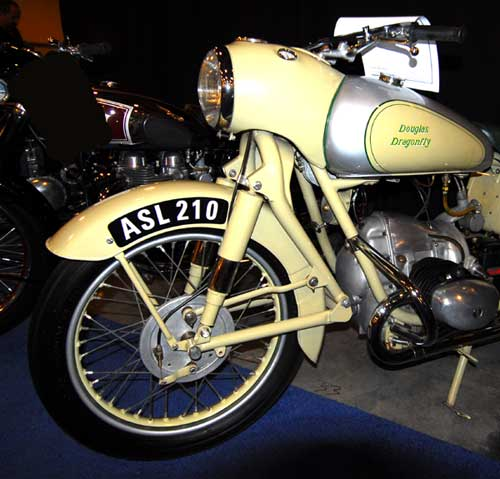
Fourche de type Earles sur Douglas Dragonfly (1952).

### Configurations anti plongée
Lors du freinage, surtout si le frein avant est très sollicité, la moto est soumise à un ensemble de forces qui l'amènent à s'appuyer fortement sur la fourche. En cas de freinage puissant, la moto « plonge » donc vers l'avant et le bas. Diverses solutions ont été proposées pour limiter les effets indésirables de ce phénomène.
Ainsi, dans les années 1980-1990, plusieurs constructeurs, comme Honda sur la VF500 ou Kawasaki sur la GPZ 900, ont équipé certains de leurs modèles sportifs ou puissants d'un système impliquant le frein avant : en cas de forte sollicitation, le frein injecte de l'huile dans la fourche télescopique, ce qui permet à celle-ci de mieux résister à la compression qu'elle subit. Ces systèmes, jugés compliqués, peu fiables et pouvant même perturber le pilotage, ont été ensuite abandonnés.
Depuis le début des années 1990, BMW propose, sur certains de ses modèles, un autre type de solution utilisant des fourches dites « Telever » ou « Duolever » :
- Telever : la fourche est télescopique mais n'assure pas de fonction d'amortissement, celle-ci étant assurée par un amortisseur unique situé derrière la fourche. Fourche et amortisseur sont reliés à un bras articulé relié au cadre et à un système de direction à deux rotules. Ce système a notamment été utilisé sur plusieurs modèles à partir de la fin des années 1990, comme le cruiser R 1200 C ou les R 1100 et R 1200 ;
- Duolever : c'est une déclinaison moderne de fourche à parallélogramme, avec un seul amortisseur central et un complexe système de palonnier reliant le guidon à la fourche. BMW l'a introduit en 2005 sur la K 1200 S.

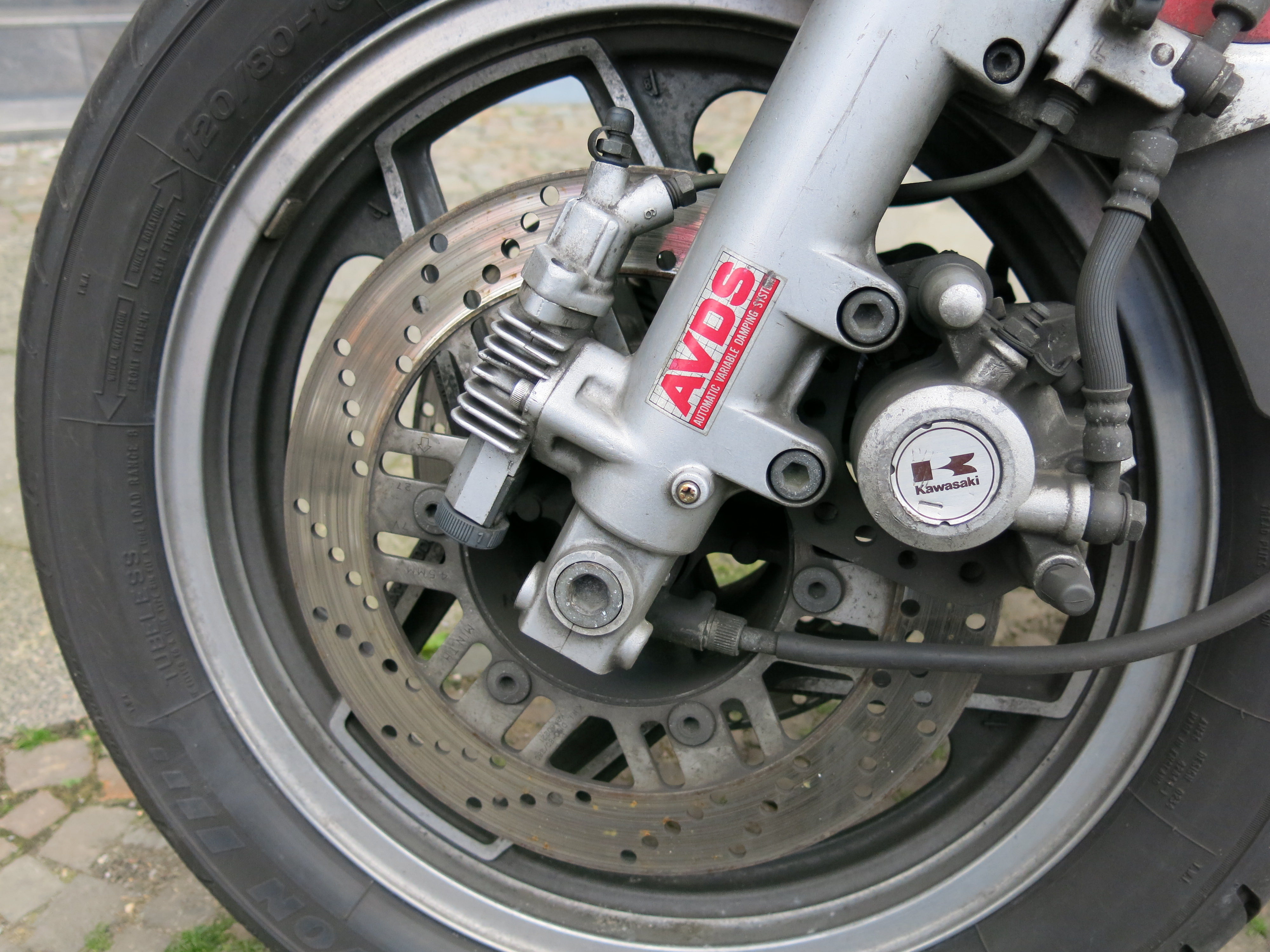
Système anti plongée AVDS sur Kawasaki 900 GPZ.
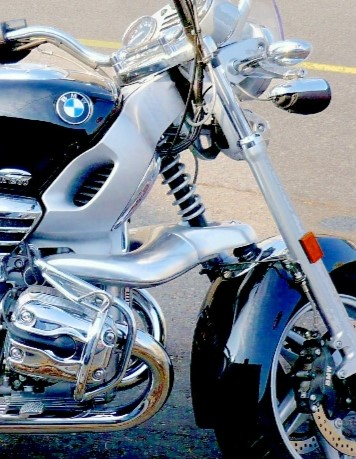
Fourche Telever sur BMW R 1200 C.
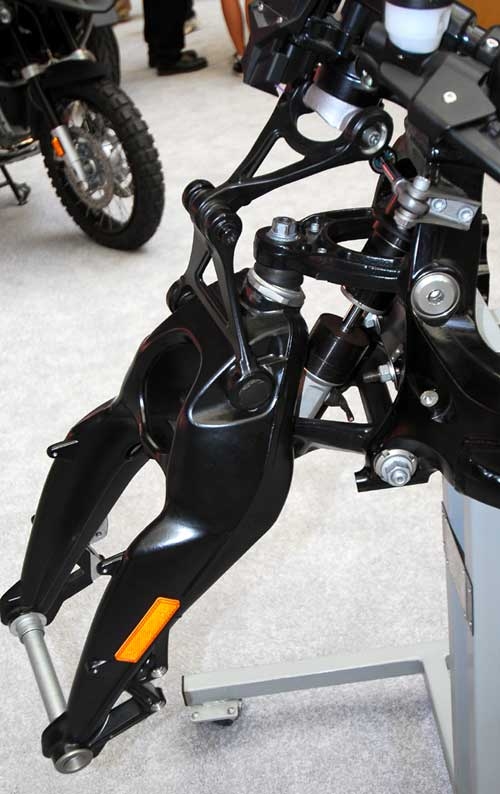
Fourche Duolever.

## Caractéristiques géométriques

Géométrie d’un deux-roues : empattement, angle du pivot de direction, déport de fourche et chasse.

La fourche est un élément important de la géométrie du deux-roues sur lequel elle est installée. Son positionnement, sa forme et ses dimensions ont une influence directe sur le comportement dynamique du véhicule, notamment par leur impact sur la chasse et l'empattement du deux-roues.

### Longueur, largeur et diamètre
La longueur de la fourche, généralement mesurée de l'axe de la roue à la douille de direction, est fonction de la taille de la roue avant et de l'angle de direction.
La largeur de la fourche, aussi appelée entraxe, est mesurée à l’axe de la roue avant entre les bords intérieurs des pattes. La plupart des fourches de vélos ont un entraxe de 100 mm. Les fourches destinées aux vélos de  descente sont conçues pour des axes traversant de 110 mm. La largeur des fourches de motos est généralement plus importante.
Le diamètre des fourches télescopiques de bicyclettes est plus important sur les VTT que sur les modèles routiers, mais généralement très inférieur à celui des fourches de motos, qui dépasse couramment les 40 mm.

### Déport
Les fourches de deux-roues présentent en général un décalage, appelé « déport », qui place l'axe de la roue en avant de l’axe de la direction. Le déport influe sur la chasse et l'empattement du véhicule, donc le comportement dynamique du véhicule. Il peut être obtenu de plusieurs façons. La plus ancienne, réalisée par l'utilisation de fourches cintrées, est encore la plus répandue sur les vélos à fourches non suspendues. D'autres modèles non suspendus pour vélos sont réalisés avec des fourches dont les jambes, rectilignes, forment un angle avec le pivot de la fourche. Un léger décalage peut aussi être obtenu en fixant l'axe de la roue sur des pattes soudées à l'avant de la fourche.
Deux autres méthodes pour créer un déport sont utilisées, parfois conjointement, dans le cas de fourches suspendues : une inclinaison des tubes de fourche par rapport l'axe de direction, ou une pièce, généralement le « té », positionnant la tête de fourche en avant de l'axe de direction.

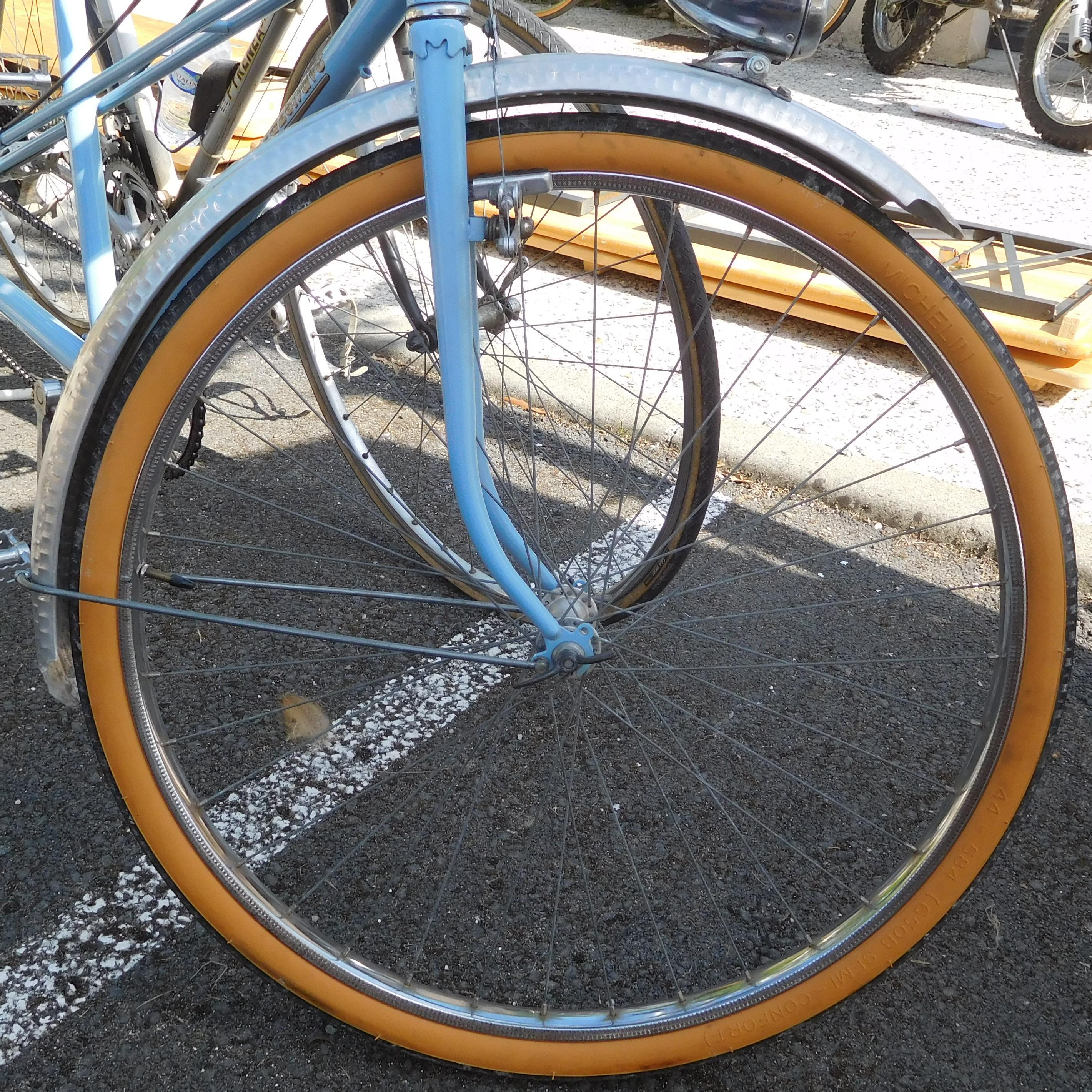
Fourche cintrée.
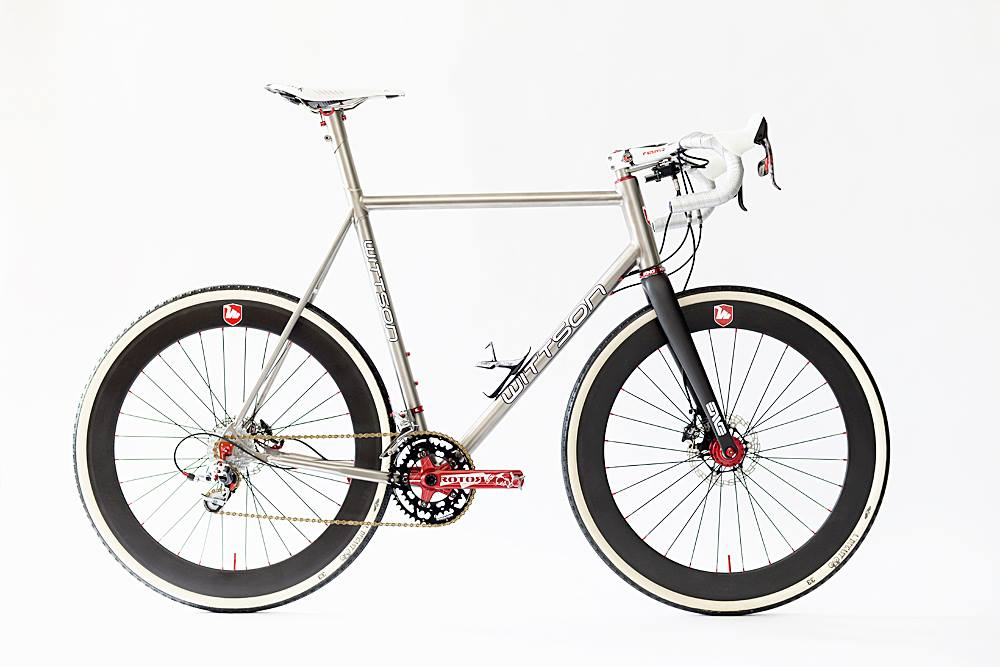
Fourche à angle sur vélo Wittson (2016).
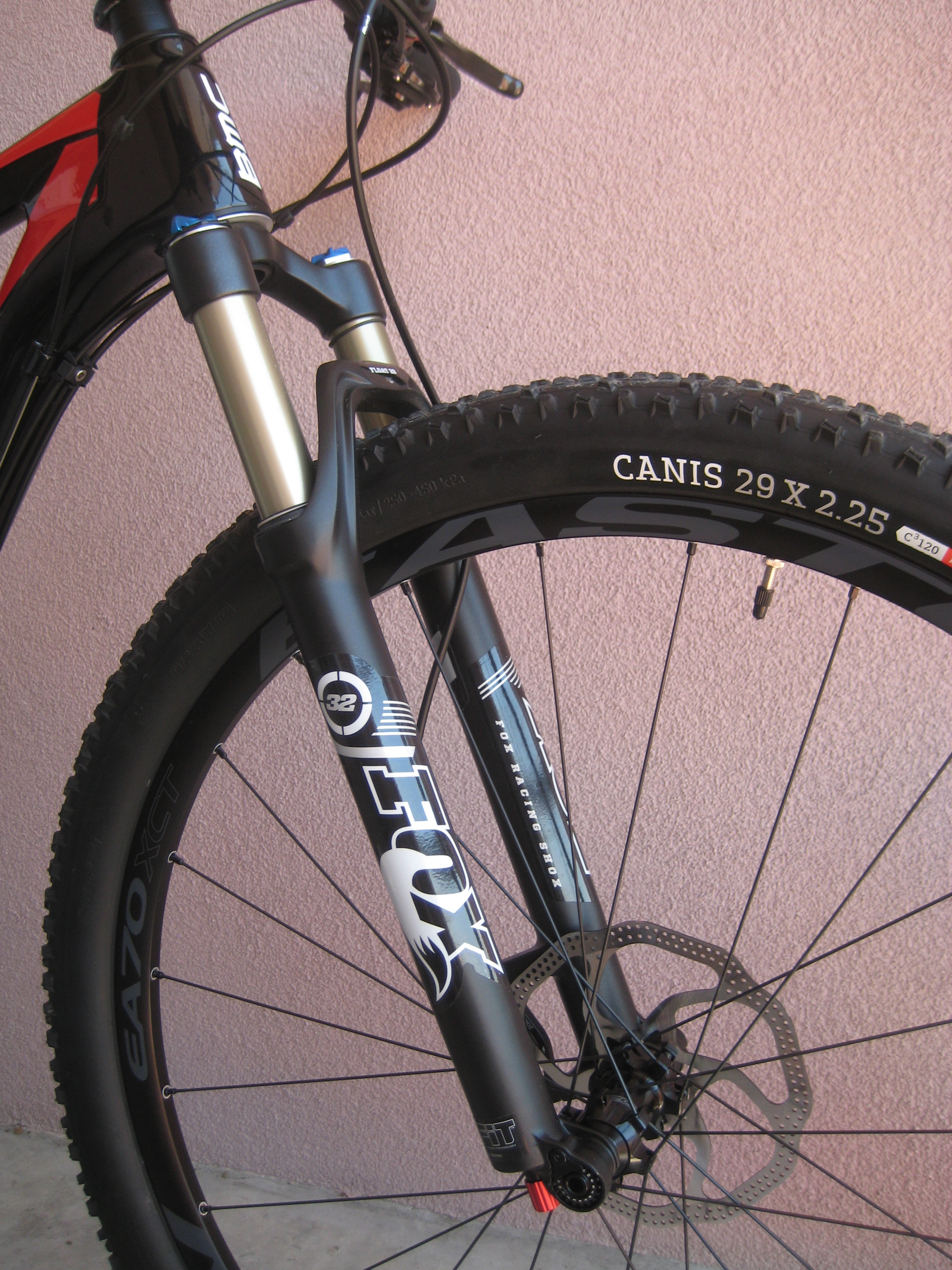
Fourche avec pattes soudées créant un déport.
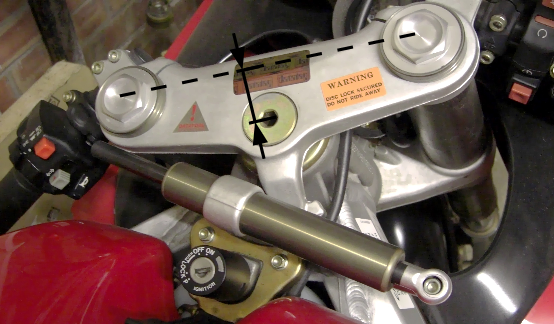
Té de fourche positionnant la fourche en avant de l'axe de direction.

Les vélos de course sur route ont généralement un déport de 43 à 45 mm.

### Débattement
Le débattement est la longueur maximale de déplacement qu'autorise une fourche suspendue. Dans une fourche télescopique, le débattement correspond à la longueur maximale de déplacement des tubes dans les fourreaux. Le débattement choisi par les constructeurs est fonction de l'usage de la machine concernée. Ainsi un VTT de descente peut avoir une fourche de 200 mm de débattement, quand la fourche d'un vélo de cross-country en a la moitié, et un vélo tout chemin de l'ordre de 60 mm seulement. De même, une moto de trail a une fourche avec un débattement pouvant dépasser 200 mm, alors que le débattement sur des modèles à vocation routière est de l'ordre de 100 à 150 mm.

### Angle de direction
Chasse et empattement sont aussi influencés par l'angle de direction (ou angle de chasse) mesuré entre l'axe de direction et l'horizontale (pour les vélos) ou la verticale (pour les motos). Sur les bicyclettes, l'axe de direction est généralement plus vertical sur des modèles routiers (70 à 73°) que sur des VTT (62 à 70°). Sur les motos, l'angle peut aller de 22° sur des motos privilégiant la maniabilité à 30° sur des cruisers visant le confort, et 38° ou plus sur des choppers.

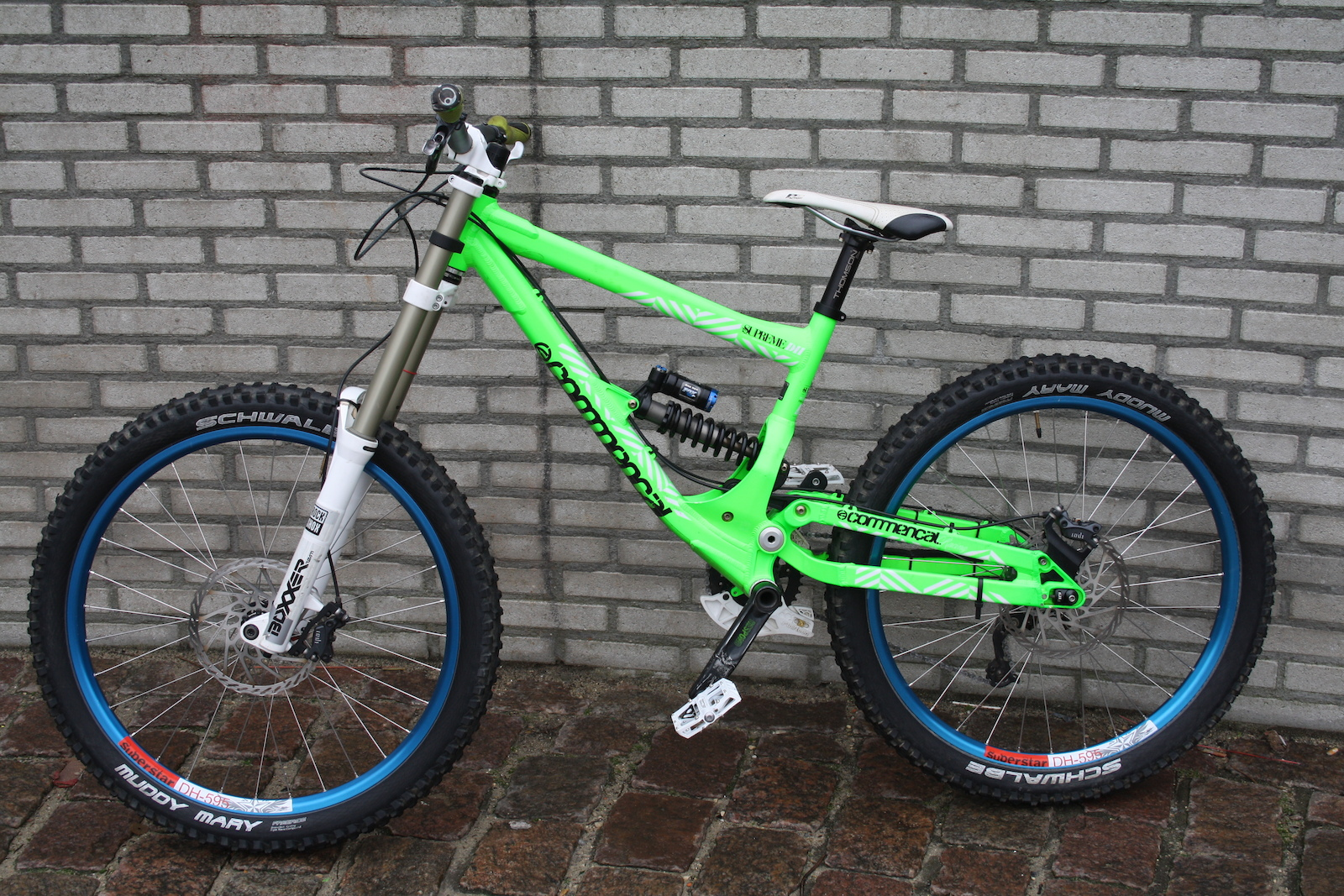
VTT de descente à angle de direction de 64° et fourche à long débattement.
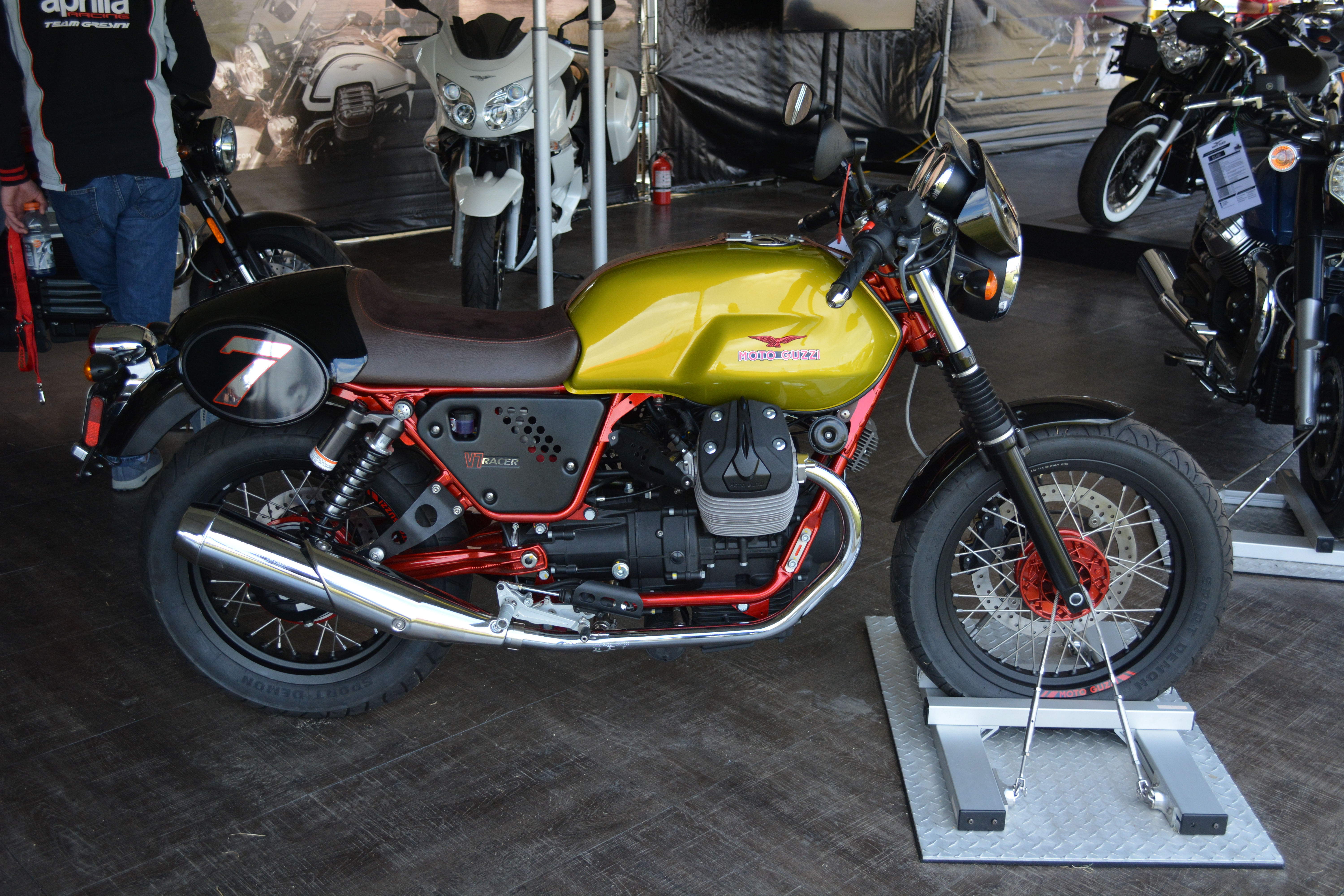
Moto Guzzi V7 Racer avec angle de direction de 27,5°.
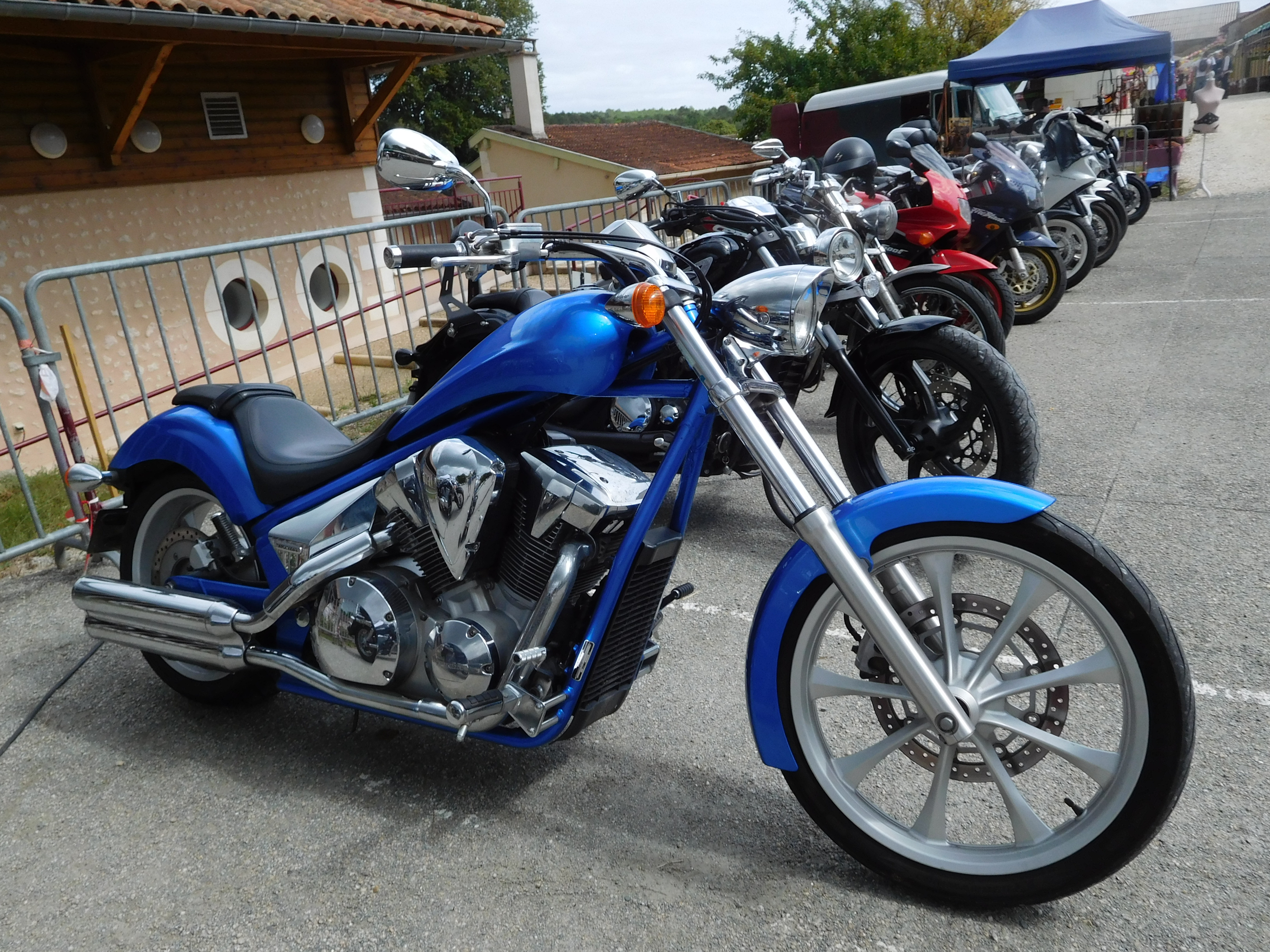
Honda Fury avec angle de direction de 38°.

## Fonctionnement et réglages des fourches télescopiques

### Principe et fonctionnement

Fonctionnement d'une fourche télescopique. Le tube A coulisse dans le fourreau C. En phase de compression, l'huile D est chassée du bas vers le haut et le ressort F (ici du gaz) est comprimé.

Une fourche télescopique est généralement constituée d'un ensemble de deux éléments ou « bras » disposés de part et d'autre de la roue avant comprenant chacun un tube, également appelé tube plongeur ou plongeur, coulissant à l'intérieur d'un fourreau. Ces deux éléments, disposés de part et d'autre de la roue, sont reliés entre eux en partie supérieure par une pièce mécanique, dénommée « té », et en partie inférieure par le moyeu de la roue. Dans le cas des bicyclettes, la fourche, pour plus de rigidité, comporte aussi le plus souvent un arceau en forme de U inversé : disposé  juste au-dessus de la roue, il forme un pont entre les deux bras de la fourche.
La fourche télescopique est un élément de la suspension du deux-roues, et assure donc deux fonctions : amortisseur et ressort. Dans le cas des motos, les bras sont identiques et assurent chacun ces deux fonctions. Sur les bicyclettes, ces fonctions peuvent être séparées : amortissement dans un bras, ressort dans l'autre.
La fonction amortisseur est réalisée par de l'huile, dans une partie de la fourche appelée « hydraulique » : l'huile, circulant sous l'effet de la pression au travers d'un jeu de trous et de valves, régule et ralentit les déplacements du tube lors des phases de compression et de détente, évitant notamment l'apparition de rebonds et d'oscillations.
La fonction ressort peut être réalisée de plusieurs manières : par un ressort mécanique ou, sur certaines bicyclettes, par de l'air comprimé ou de l'élastomère.

### Réglages

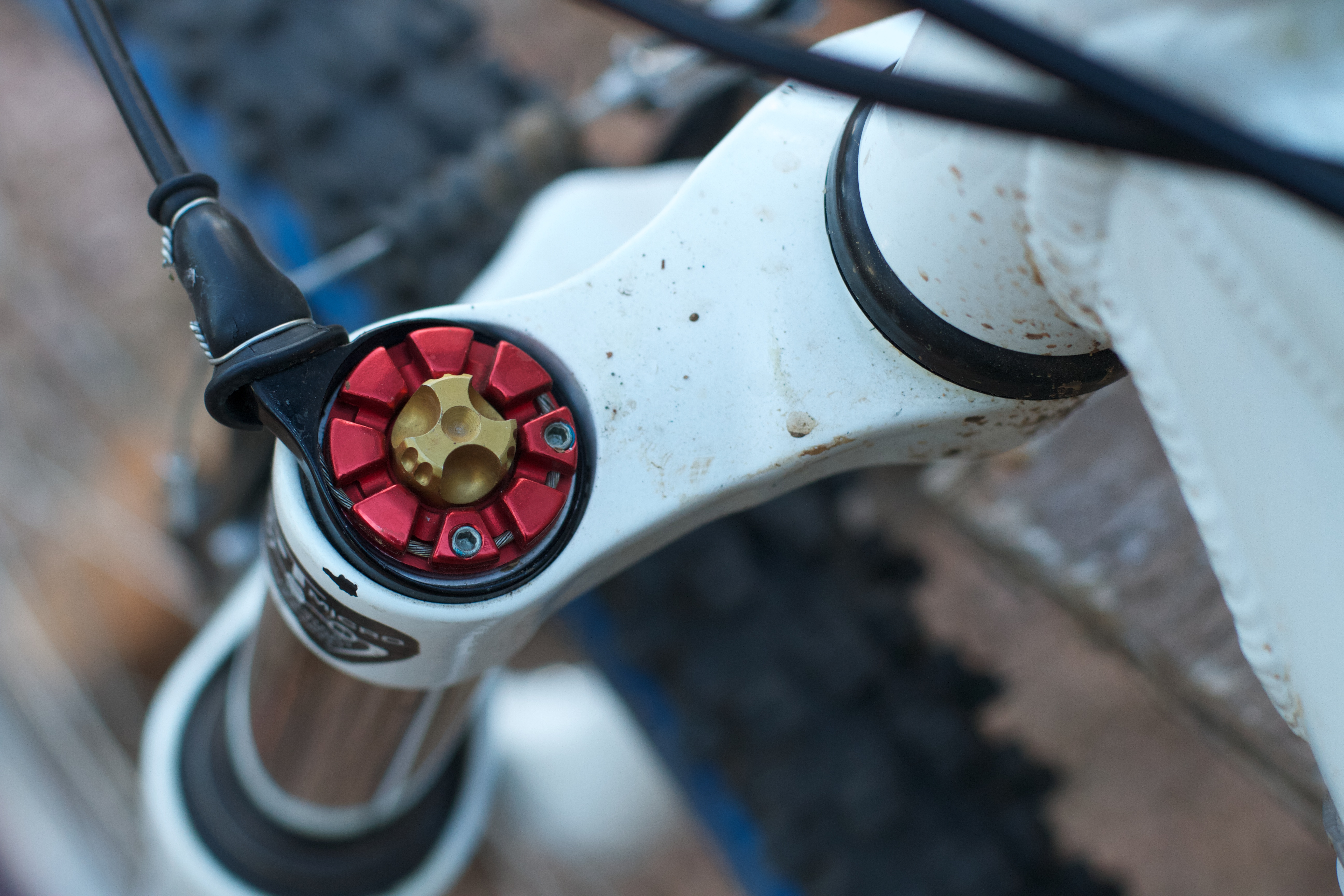
Molette de débattement réglable par câble au guidon.

Le comportement d'une fourche télescopique peut faire l'objet de plusieurs réglages, les plus importants étant ceux affectant son débattement, sa souplesse et sa rapidité de réaction :
- précontrainte : c'est un des réglages de base d'une fourche. Il permet d'adapter la réaction du ressort au poids de l'ensemble machine et pilote[48].  Sur les suspensions à ressort à air, la précontrainte est déterminée par la pression d'air au repos, généralement ajustable en utilisant une pompe destinée à cet usage. Dans le cas des ressorts mécaniques, la précontrainte peur être réglée par l'insertion de cales dans le fourreau ou, dans le cas de certaines bicyclettes, par une molette située en haut de la fourche ;

- détente : c'est le deuxième réglage le plus répandu. Il correspond à la vitesse à laquelle la fourche revient en position initiale après une compression[49]. Changer la viscosité de l'huile permet de modifier la détente, une plus grande viscosité ralentissant la détente. Certains modèles de fourche permettent en outre de régler les valves du circuit hydraulique pour faciliter (détente plus rapide) ou au contraire freiner (détente plus lente) la circulation de l'huile ;
- compression : influe sur manière dont la fourche réagit lors d'un choc. Similaire à la détente,  elle peut être réglée de manière comparable. Elle peut aussi disposer de deux sous réglages[50] ;

- débattement : sur certaines fourches  le débattement est réglable soit en démontant la fourche et insérant des bagues de réglage, soit, dans le cas de bicyclettes, par une molette positionnée sur un des plongeurs ou par une commande fixée sur le guidon.